# Чекалёва, Юлия Владимировна
Юлия Владимировна Чекалёва (6 февраля 1984 года, Вологда) — российская лыжница, двукратный бронзовый призёр чемпионата мира 2013 года, призёр этапов Кубка мира, победительница Универсиады, многократная чемпионка России, мастер спорта международного класса.
Рост 165 см
В браке с Курицын Алексей
Дети Матвей Курицын

## Карьера
В Кубке мира Чекалёва дебютировала 21 января 2006 года, в декабре 2007 года впервые в карьере попала в тройку лучших на этапе Кубка мира, в эстафете. Всего имеет на своём счету 5 попаданий в тройку лучших на этапах Кубка мира — дважды в эстафетах, серебро в скиатлоне 7,5+7,5 км на предолимпийском Кубке мира в Сочи в январе 2013 года, бронза в королевском марафоне 30 км свободным стилем в Хольменколлене в марте 2013 года, золото в скиатлоне 7,5+7,5 км на этапе Кубка мира в Рыбинске в январе 2015 года. Лучшим достижением Чекалёвой в общем итоговом зачёте Кубка мира является 16-е место в сезоне 2010/11.
За свою карьеру принимала участие в трёх чемпионатах мира, лучший результат 3-е место в гонке на 10 км на чемпионате мира 2013 года в Валь-ди-Фьемме, в эстафете — 3-е место на том же чемпионате.
Использует лыжи производства фирмы Fischer, ботинки Alpina.

## Результаты

### Чемпионаты мира по лыжным видам спорта
| Чемпионат мира      | Спринт | Командный спринт | 10 км раздельный старт | 7,5+7,5 км скиатлон | 30 км масс-старт | Эстафета |
| ------------------- | ------ | ---------------- | ---------------------- | ------------------- | ---------------- | -------- |
| 2007 Саппоро        | —      | —                | 16                     | —                   | 22               | —        |
| 2011 Осло           | —      | —                | 12                     | 12                  | 26               | 6        |
| 2013 Валь-ди-Фьемме | —      | —                | 3                      | 7                   | 13               | 3        |
| 2015 Фалун          | —      | —                | 28                     | 16                  | —                | 7        |
| 2017 Лахти          | —      | —                | 18                     | 7                   | 10               | 5        |

## Дисквалификация
1 декабря 2017 года решением Международного олимпийского комитета за нарушение антидопинговых правил аннулированы результаты, полученные Юлией на Олимпийских играх 2014 года в Сочи, и она пожизненно отстранена от участия в Олимпийских играх. 1 февраля 2018 года пожизненное отстранение отменено CAS.